# Brandenburgische BKK
Die Brandenburgische BKK war eine Betriebskrankenkasse mit Sitz in Eisenhüttenstadt, die für Brandenburg geöffnet war. Zum 1. Januar 2020 wurde sie von der BKK Verkehrsbau Union übernommen.

## Geschichte
Die Brandenburgische BKK wurde am 1. Januar 1991 für die Beschäftigten der damaligen EKO Stahl GmbH unter dem Namen Betriebskrankenkasse EKO Stahl gegründet. Anfangs waren nur die Mitarbeiter des Unternehmens und einiger Tochterunternehmen versichert. Mit der Einführung des Rechts auf freie Krankenkassenwahl öffnete sich die Brandenburgische BKK für alle gesetzlich Versicherten mit Wohn- oder Arbeitsort in Brandenburg. 2016 wurden Beschäftigte aus über 1.900 Unternehmen von der Brandenburgischen BKK betreut. Ab 2004 trug die Krankenkasse den Namen Brandenburgische BKK.

## Selbstverwaltung
Der Verwaltungsrat der BKK setzte sich aus 12 Mitgliedern zusammen. Sie hatte drei Standorte. Neben dem Hauptsitz in Eisenhüttenstadt hatte die BKK eine Geschäftsstelle in Frankfurt (Oder) und in Beeskow.

## Beitragssätze
Seit 1. Januar 2009 werden die Beitragssätze vom Gesetzgeber einheitlich vorgegeben. Die BKK erhob ab August 2019 einen einkommensabhängigen Zusatzbeitrag in Höhe von 2,5 Prozent des beitragspflichtigen Einkommens. Damit war sie bundesweit die Krankenkasse mit dem höchsten Zusatzbeitrag.